# 제주특별자치도의 고등학교 목록
다음 목록은 제주특별자치도에 있는 고등학교 목록이다.

## 나
남녕고등학교 ·  남주고등학교

## 다
대기고등학교 ·  대정고등학교 ·  대정여자고등학교

## 사
삼성여자고등학교 ·  서귀포고등학교 ·  서귀포산업과학고등학교 ·  서귀포여자고등학교 ·  성산고등학교 ·  세화고등학교 ·  신성여자고등학교

## 아
애월고등학교 ·  영주고등학교 ·  오현고등학교

## 자
제주고등학교 ·  제주과학고등학교 ·  제주대학교 사범대학 부설고등학교 ·  제주여자고등학교 ·  제주여자상업고등학교 ·  제주외국어고등학교 ·  제주제일고등학교 ·  제주중앙고등학교 ·  제주중앙여자고등학교 ·  중문고등학교

## 파
표선고등학교

## 하
한국뷰티고등학교 ·  한림고등학교 ·  한림공업고등학교 ·  함덕고등학교